# Сачино (Цаленджихский муниципалитет)
Сачино (груз. საჩინო) — село в Грузии, на территории Цаленджихского муниципалитета края (мхаре) Самегрело-Верхняя Сванетия.

## География
Село находится в западной части Грузии, на левом берегу реки Инцри, вблизи места впадения её в реку Чанисцкали, на расстоянии приблизительно 3 километров (по прямой) к северу от города Цаленджиха, административного центра муниципалитета. Абсолютная высота — 223 метра над уровнем моря.

## Население
По результатам официальной переписи населения 2014 года, в Сачино проживало 838 человек (415 мужчин и 423 женщины). В национальной структуре населения грузины составляли 99,9 %, русские — 0,1 %.
| Год  | Население, человек |
| ---- | ------------------ |
| 2002 | 1334               |
| 2014 | ↘ 838              |